# Oprichtingsverdrag van de Unie van Zuid-Amerikaanse Naties

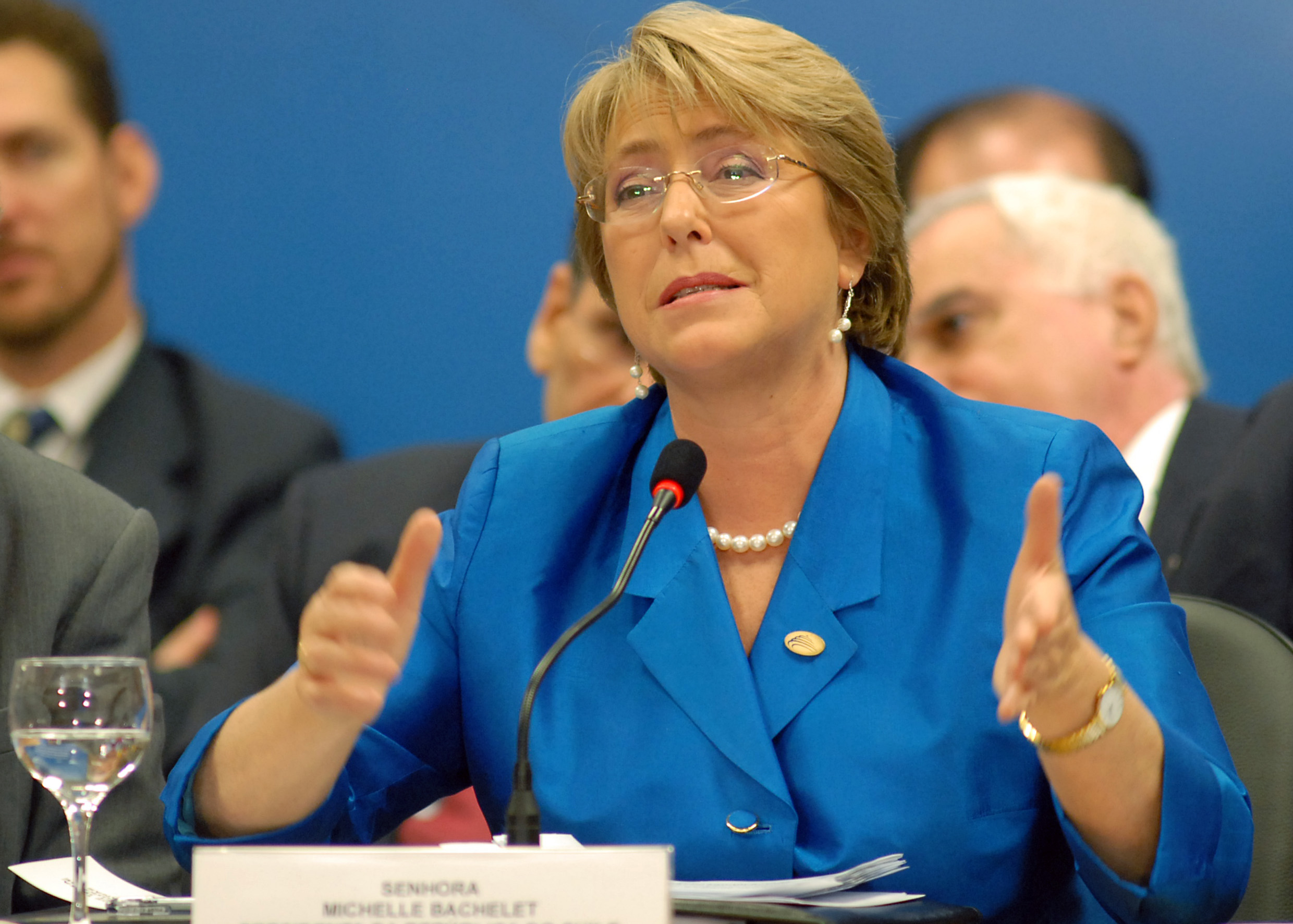
Michelle Bachelet, president van Chili en president pro tempore van de UZAN, op 23 mei 2008

Het Oprichtingsverdrag van de Unie van Zuid-Amerikaanse Naties werd ondertekend op 23 mei 2008, tijdens een Buitengewone Vergadering van Staatshoofden en Regeringsleiders in Brasilia, de hoofdstad van Brazilië. Hiermee werd de juridische en institutionele basis gelegd van de Unie van Zuid-Amerikaanse Naties (UZAN), een politiek en economisch samenwerkingsorgaan van 12 landen in Zuid-Amerika. Het eenjarig voorzitterschap van het Voorlopig Secretariaat werd door Bolivië overgedragen aan Chili, een positie die wordt waargenomen door Michelle Bachelet. Het oprichtingsverdrag zette de besluiten van de Verklaring van Cusco aangaande de Zuid-Amerikaanse Statengemeenschap om in daden en gaf de organisatie haar huidige naam.
De Unie bestaat uit de landen van Mercosur (Brazilië, Argentinië, Uruguay, Paraguay en Venezuela), van de Andesgemeenschap (Bolivië, Colombia, Ecuador en Peru) evenals Chili, Guyana en Suriname. De officiële talen van de UZAN zijn het Portugees, Spaans, Engels en Nederlands.
De president van Suriname, Ronald Venetiaan, sprak de andere Zuid-Amerikaanse staatshoofden voor het eerst in het Nederlands toe, en benadrukte in zijn toespraak dat Suriname zijn ervaringen in de Caricom wilde gebruiken in de UZAN en een brug hoopte te kunnen slaan tussen beide organisaties.

## Ondergetekenden
| Voor       | Ondertekend door          |
| ---------- | ------------------------- |
| Argentinië | Cristina Kirchner         |
| Bolivia    | Evo Morales               |
| Brazilië   | Luiz Inácio Lula da Silva |
| Chili      | Michelle Bachelet         |
| Colombia   | Álvaro Uribe              |
| Ecuador    | Rafael Correa             |
| Guyana     | Bharrat Jagdeo            |
| Paraguay   | Nicanor Duarte            |
| Peru       | Alan García               |
| Suriname   | Ronald Venetiaan          |
| Uruguay    | Rodolfo Nin Novoa         |
| Venezuela  | Hugo Chávez               |

## Doelstelling
Artikel 2 van het Oprichtingsverdrag luidt als volgt:

De Unie van Zuid-Amerikaanse Naties heeft tot doel om, op basis van participatie en consensus, een ruimte van integratie en proces van eenheid te bouwen tussen hun volkeren op cultureel, sociaal, economisch en politiek gebied, hierbij prioriteit gevend aan onder andere politieke dialoog, sociaal beleid, educatie, energie, infrastructuur, financiering en het milieu, teneinde de sociale economische ongelijkheid te elimineren, de sociale betrokkenheid en civiele participatie te bevorderen, de democratie te versterken en de asymmetrie te verkleinen, tegen de achtergrond van de versterking van de soevereiniteit en onafhankelijkheid van de Staten.

 Bolivia ·  Guyana ·  Suriname ·  Venezuela
Verklaring van Cusco · Oprichtingsverdrag · Bank van het Zuiden